# Turnera setifera
Turnera setifera là một loài thực vật có hoa trong họ Lạc tiên. Loài này được (Rolfe) Baill. miêu tả khoa học đầu tiên năm 1886.